# フリッツ・カッツマン
フリードリヒ・"フリッツ"・カッツマン（独: Friedrich „Fritz“ Katzmann、1906年5月6日 - 1957年9月19日）は、ナチス・ドイツの親衛隊員。最終階級は親衛隊中将、武装親衛隊及び警察中将。

## 略歴

### 前半生
1906年5月6日に、ドイツ帝国プロイセン王国領だったヴェストファーレン県のランゲンドレール で炭鉱夫アンドレアス＝アウグスト・カッツマンと妻アンナ（旧姓ツィンマーマン）の六番目の息子として生まれる。国民学校を出た後、1920年から1924年の間デュースブルク＝ハンボルンで大工及び室内装飾家として働いたが、その後1933年7月31日まで失業している。

### 親衛隊
1927年12月1日に突撃隊に入隊、1928年9月1日に国家社会主義ドイツ労働者党に入党（党員番号98,528）する。1930年7月1日に突撃隊を離れ親衛隊へ移籍（隊員番号3,065）し、デュースブルクの第99中隊に配属された。その後1931年1月1日に親衛隊第25連隊第2大隊第1中隊に配属され、8月24日に同大隊の第4中隊長に、1932年12月1日には同大隊の大隊長へ昇進した。
ナチ党政権獲得後にはデュースブルク＝ハンボルンの市議会議員を1933年4月から1934年4月まで務めた。1933年11月12日のドイツ国国会総選挙に出馬するも落選している。また12月1日より常勤のドイツ労働戦線デュースブルク管区監督官となる。
1934年1月10日から1934年9月25日まで親衛隊第25連隊、1934年4月4日から1938年3月21日までは親衛隊第75連隊の指揮官を務めた。 
1936年8月16日から1942年8月4月1日までベルリンの市議会議員、1937年7月20日より民族裁判所の名誉裁判官を務める。1938年3月21日からは、ブレスラウの第6親衛隊地区の司令官となる。

### 第二次世界大戦
ポーランド侵攻時にはカッツマンは第14軍配下の秩序警察部隊司令官を務め、侵攻後の1939年11月30日には「ラドム」親衛隊及び警察指導者へと任じられた。1941年6月21日に親衛隊少将へと昇進。
1941年8月8日からは「レンベルク」親衛隊及び警察指導者に任命され、1941年9月26日に警察少将、1943年1月30日に親衛隊中将及び警察中将に昇進した。
この「レンベルク」親衛隊及び警察指導者在任中に、東ガリツィア地区のユダヤ人の大半が殺害されている。 1943年6月30日には「オスト」親衛隊及び警察高級指導者であるフリードリヒ・ヴィルヘルム・クリューガーに、「東ガリツィア地区のユダヤ人問題の解決策」 と題した東ガリツィア地区におけるユダヤ人問題解決とそれに対する抵抗について記した報告書を送っている。
1943年4月20日には親衛隊上級地区「ヴァイクセル川」 及び「ヴァイクセル川」親衛隊及び警察高級指導者 に任命された。カッツマンの指揮下で、シュトゥットホーフ強制収容所の撤収作業が行われた。カッツマンはフェーマルン島にて終戦を迎えた。

### 第二次世界大戦後
戦後カッツマンは逮捕や起訴を逃れ、偽造パスポートを取得して「ブルーノ・アルブレヒト」の偽名でヴュルテンベルクで隠れ住んでいた。その後はエジプトもしくはレバノンに居たと伝わり、最終的にはダルムシュタットに移った。またカッツマンは旧武装親衛隊員相互扶助協会 (HIAG) から援助を受けていた。アルゼンチンへの逃亡を予定していたがカッツマンが重病になったため行われなかった。1955年にはヴェヒタースバッハの木材加工会社のセールスマンとして働いていた。
1957年、ダルムシュタットの病院で死去した。死の直前に看護師に自分の本当の名を明かしている。

## キャリア

### 階級[6]
- 1927年12月1日、突撃隊二等兵
- 1929年、突撃隊軍曹
- 1930年7月1日、親衛隊志願兵（ドイツ語版）
- 1930年9月6日、親衛隊二等兵
- 1930年12月5日、親衛隊軍曹
- 1931年1月28日、親衛隊曹長
- 1931年8月20日、親衛隊少尉
- 1932年12月1日、親衛隊大尉
- 1934年1月30日、親衛隊少佐
- 1934年5月3日、親衛隊中佐
- 1934年8月22日、親衛隊大佐
- 1938年11月9日、親衛隊上級大佐
- 1941年7月18日、親衛隊少将
- 1941年9月26日、警察少将
- 1943年1月30日、親衛隊中将及び警察中将
- 1944年6月20日、武装親衛隊中将

### 受章歴[5]
- 戦功十字章
  - 剣付
    - 一級剣付（1942年4月20日）
    - 二級剣付（1942年1月30日）

  - 剣無し
    - 二級（?）
- 1938年10月1日記念メダル
  - 略章「プラハ城」（1940年）
- 金枠党員章（1940年4月15日）
- 1929年ニュルンベルク党大会章（1929年）
- ブラウンシュヴァイク突撃隊集会章（1931年）
- 勤続章
  - ナチ党勤続章
    - 銀章（1940年1月30日）
    - 銅章（1940年1月30日）
- ドイツ社会福祉名誉章（ドイツ語版）
  - 三級（1941年5月7日）
- オリンピック勲章（ドイツ語版）
  - 二級オリンピック勲章
- SAスポーツ章（ドイツ語版）
  - 銅章
- 親衛隊全国指導者名誉長剣（1938年4月20日）
- 親衛隊名誉リング（1935年9月24日）
- 親衛隊私服ピン（ドイツ語版）（1,339番）
- 親衛隊冬至祭燭台（ドイツ語版）（1935年12月16日）
- 古参闘士名誉章（1934年2月）